# Moio de’ Calvi
Moio de’ Calvi (lombardul: Mòi) település Olaszországban, Lombardia régióban, Bergamo megyében. Lakosainak száma 206 fő (2023. január 1.). Moio de’ Calvi Lenna, Isola di Fondra, Valnegra, Roncobello, Piazzatorre és Piazzolo községekkel határos.

## Népesség
A település lakossága az elmúlt években az alábbi módon változott:
| Lakosok száma | 213  | 206  | 206  |
|               | 2017 | 2018 | 2023 |